# Saint-Mard-sur-le-Mont
Saint-Mard-sur-le-Mont é uma comuna francesa na região administrativa do Grande Leste, no departamento de Marne. Estende-se por uma área de 13.69 km², e possui 119 habitantes, segundo o censo de 2018, com uma densidade de 8.7 hab/km².